# Carlos Rodríguez (zapaśnik)
Carlos Rodríguez – portorykański zapaśnik walczący w obu stylach. Zajął szóste miejsce na mistrzostwach panamerykańskich w 1993. Brązowy medalista igrzysk Ameryki Środkowej i Karaibów w 1993 roku.